# Asdrúbal (nieto de Masinisa)
Asdrúbal fue el nieto de Masinisa por parte de madre pero cartaginés por padre y nacimiento. En 149 a. C. fue nombrado comandante de la ciudad cuando se inició el ataque romano y adoptó enérgicas medidas de resistencia. En 148 a. C. Asdrúbal el Beotarca tras dos triunfos en Neferis, pidió la dirección militar suprema y Asdrúbal fue acusado de favorecer a los enemigos por la mediación de su cuñado Gulussa; incapaz de decir nada ante una acusación tan inesperada, fue atacado en un tumulto y su suerte final es incierta.